# Shorinjiryu Kenkokan Karatedo
Shorinjiryu Kenkokan Karatedo ist ein Stil der japanischen Kampfkunst Karate und wurde von Masayoshi Kori Hisataka entwickelt.

## Werdegang
Shorinjiryu Kenkokan Karatedo wurde von Kaiso (Begründer) Masayoshi Kori Hisataka in Fukuoka, Insel Kyushu (Japan) nach dem II. Weltkrieg gegründet. Nach Studium der ursprünglichen Formen des Karatedo schied er alles für ihn störende und unbrauchbare aus und entwickelte eine seinen hohen Ansprüchen angemessene Form des Weges.
Der Name Shorinjiryu Kenkokan Karatedo wurde von Kaiso Hisataka in Anerkennung an drei der wichtigsten Einflüsse in der Entwicklung seiner Form des Karatedo gewürdigt, diese sind:
- okinawanisches Shorinjiryu Karate (Tode)
- chinesisches Shōrinji Kempō
- sowie die der Kudaka (Hisataka) Familie eigenen Kampfkunststile, Ryukyu kudaka jima Shishiryu Bo jutsu und Kudakaryu Karate jutsu.

## Training
Neben dem Erlernen von Kata ist das Yakusoku kumite (abgesprochene Kampfform) ein Hauptbestandteil des Trainings. Das Kumite wird häufig unter Verwendung einer Schutzausrüstung „Anzen Bogu“ ausgeübt. Ein wichtiger Teil des Trainings ist das kontinuierliche Üben der Grundtechniken nach der Devise „Auch nach Jahren kann man sich noch verbessern“.

## Techniken
In seinen Techniken legte der Gründer Kaiso Hisataka, im Gegensatz zu vielen verbreiteten Karatestilen, besonderen Wert auf Ausführung der Techniken mit der senkrechten Faust (Tate Ken), da diese seines Erachtens wesentlich kraftvoller ist. Fußtechniken werden bevorzugt mit der Ferse ausgeführt, bei welchen die Hüfte vollständig in die Tritt- und Stoßtechniken eingebracht wird.
Die Hüfte immer eindrehen und mit den Schultern kraft gewinnen. Der Körper sollte eine Einheit Bilden und mit dem eindrehen der Hüfte gewinnt man ungefähr 10 cm an Reichweite.

## Atmung
Auch die Atmung (Kokyū) im Kenkokan Karatedo unterscheidet sich gegenüber anderen Stilen durch das Konzentrieren der Atmung im Zentrum (Tanden) während der Ausführung der Technik und dem Ausatmen nach Abschluss derselben.

## Waffentechniken
Buki Waza bezeichnet das Training mit traditionellen Waffen im Karatedo. Es ist ein wichtiger Bestandteil in der Ausbildung von Karatedo und speziell im Kenkokan Karatedo. Zu den klassischen Waffen auf Okinawa gehören u. a. Bo (Langstock), Sai (Dreizackige Gabel), Tonfa (Griff eines Handmühlsteins), Nunchaku (Art eines Dreschflegels), Kama (Handsichel), Kai (Ruder), Jō (mittellanger Stab), Naginata (Hellebarde), Nunti (Stab mit Sai), und viele andere. Diese Waffen waren keine Angriffswaffen, sondern dienten in erster Linie der Selbstverteidigung von Bauern, Fischern und Mönchen gegen willkürliche Angriffe von Samurai, Banditen und Räubern.
Sie waren eine Verlängerung der Arme und stellten verschiedene Möglichkeiten der Verteidigung dar. Waffentraining erfordert solides technisches Wissen des Karatedo, um sich selbst und andere bei der Ausübung nicht zu verletzen.
Im 'Shorinjiryu Kenkokan Karatedo' werden repräsentativ drei Waffen hervorgehoben, der Bo, das Sai und das Schwert (Ken oder Katana). Diese wurden ausgewählt, um drei Kategorien darzustellen, für die lange Distanz der Bo, die mittlere Distanz das Ken und die kurze Distanz das Sai.
Der Begründer Kaiso Masayoshi Kori Hisataka wurde seit frühester Kindheit darin unterrichtet. Später wurde der bekannte Waffenmeister Sanda Kamagusuke (Ufichiku Kanakushiku, 1841–1920) von der Familie Kudaka (Hisataka) herangezogen, um Kaiso Hisataka zu unterrichten. Kaiso lernte verschiedene Formen des Waffentrainings, unter anderem auch verschiedene Bo jutsu Stile durch seine Reisen in China. Der Bo der benutzt wird, entwickelte sich aus verschiedenen Nutzanwendungen des Langstabes. Nach jedem Training soll der Bo auf Beschädigungen untersucht werden, um Verletzungen zu vermeiden.
Den Haupteinfluss auf die Entwicklung des Shishiryu Bojutsu hatte ein Hirtenstab zum Leiten der Herde und zur Vertreibung von Raubtieren. Die Hauptkata des Stils ist 'Shishiryu no Bo (Kudaka no Bo) Kata. Hanshi Masayuki Kukan Hisataka entwickelte noch die 'Gorin no Bo' Kata in verschiedenen Variationen.
Der Shishiryu Bo hat eine Länge von 6 shaku (Roshaku Bo, 183 cm). Er sollte aus Eichen- oder Zedernholz sein und an den Enden nicht konisch zulaufen. Sein Durchmesser beträgt 2,5 cm.
Bo jutsu Techniken umfassen fünf unterschiedliche Bereiche: Stoßtechniken (Tsuki Waza), Schlagtechniken (Uchi Waza), Fegetechniken (Harai Waza), Rotationstechniken (Kaeshi Waza) und Wurftechniken (Nage Waza). Die Etikette folgt denselben Regeln wie An- und Abgrüßen bei Kata und Kumite im Karatedo.

## Geistige Ausbildung
Zur geistigen Ausbildung wurden verschiedene Trainingsmethoden entwickelt, um dem Schüler über die starke körperliche Ausbildung Selbstvertrauen und Selbstrespekt zu vermitteln. Durch das beständige Üben verliert der Schüler seine Angst in bedrohlichen Situationen und läuft weniger Gefahr seiner Angst oder Erregung zum Opfer zu fallen. Aus dieser selbstbewussten Geisteshaltung heraus, wird die Friedfertigkeit des Ausübenden sowie seine Tendenz sich nicht mit Gewalt Respekt zu schaffen, gefördert.

## Etikette
Zu den wichtigen Aspekten im Kenkokan Karatedo gehört die Etikette. Diese dient als Wegweiser im gegenseitigen Umgang sowie dem Respekt gegenüber dem Dōjō, dem Lehrer, der Lehre und allen lebenden Wesen.